# Марково (Раменский район)
Марково — село в Раменском муниципальном районе Московской области. Входит в состав сельского поселения Кузнецовское. Население — 30 чел. (2010).

## География
Село Марково расположено в восточной части Раменского района, примерно в 10 км к югу от города Раменское. Высота над уровнем моря 113 м. К западу от села протекает река Москва. К селу приписано 7 СНТ. Ближайший населённый пункт — деревня Бояркино.

## История
В началe XVI ст. в стану Замосковном Раменце «в порозтих землях» находилось «образцовское поместье Ондреева пустошь Марковская».
В 1629 г. эта пустошь была продана из поместного приказа Борису Дворянинову в его вотчину. Последний поставил в ней для себя двор, поселил крестьян и построил новую деревянную церковь во имя Казанской Божией Матери с приделами. В 1642 году село Марково поступило во владение боярина Федора Ивановича Шереметева и в том-же году утверждено за ним отказною книгой, в которой, между прочим, говорится: «в селе церковь Пречистыя Богородицы Казанская древяна вверх, да в пределех Ивана Предтечи, предел Бориса и Глеба, предел Николы Чудотворца, предел Макария Унженского Чудотворца, а церковь, и в церкви образы, и книги, и ризы, и сосуды церковные, и на колокольнице колокола, и всякое церковное строение вотчинниково,…» (2).
В 1672 году селом Марковым владел князь Яков Никитич Одоевский.
О существующей ныше церкви в дозорных книгах патриаршего Казеннаго Приказа 7188 (1680) г. упоминается следующее: «…в вотчинe боярина Якова Никитича Одоевскаго, в селе Маркове, церковь каменная во имя Пресвятые Богородицы Казанския; а по сказке тоя церкови попа Алексея Васильева, та де церковь Вохонской десятины, Лутецкаго стана, строение боярское…»
В 1704 году село Марково принадлежало князю Михаилу Яковлевичу Черкаскому, а владела селом, по договору, его теща вдова князя Якова Никитича Одоевского, боярыня Анна Михайловна. После князя Черкаского владел селом, в 1715—1726 г., его сын Алексей Михайлович.
Владельцы имения Марково в разное время: Ф. И. Шереметев, астраханский воевода, князь Яков Никитич Одоевский, М. Я. Черкасский, А. М. Черкасский, П. Б. Шереметев, Д. Н. Шереметев, С. Д. Шереметев.
На берегу Москвы-реки возвышается краснокирпичная Казанская церковь (XVII век), построенная предположительно Павлом Потехиным, крепостным архитектором князей Одоевских, которым тогда принадлежали эти земли. Внешний декор храма выполнен выполнен в стиле русского узорочья — с изразцами, резным камнем и лекальным кирпичом, окна украшены резными наличниками. Строилась церковь восемь лет — с 1672 по 1680 год.
В 1926 году село являлось центром Марковского сельсовета Велинской волости Бронницкого уезда Московской губернии.
С 1929 года — населённый пункт в составе Бронницкого района Коломенского округа Московской области. 3 июня 1959 года Бронницкий район был упразднён, село передано в Люберецкий район. С 1960 года в составе Раменского района.
До муниципальной реформы 2006 года село входило в состав Кузнецовского сельского округа Раменского района.
В 1998 году настоятельница Покровского женского монастыря игумения Феофания ездила по ближнему Подмосковью в поисках места для организации подворья, ведь издавна традиционным для монашеских обителей было ведение собственного хозяйства. Проезжая по дороге вблизи села Марково, Матушка увидела на противоположном берегу Москвы-реки некогда величественную церковь, находившуюся в плачевном состоянии. Расположение храма понравилось Матушке, и она обратилась с прошением к Святейшему Патриарху Московскому и всея Руси Алексию II с просьбой организовать здесь монастырское подворье.
В июне 1998 года Казанский храм села Марково был передан Покровскому ставропигиальному женскому монастырю для открытия здесь монастырского скита и устройства подворья.
13 ноября 2004 года стало знаменательной датой для Покровского ставропигиального женского монастыря и подворья в с. Марково. В этот день состоялось великое освящение всех трех приделов храма Казанской иконы Божией Матери Святейшим Патриархом Московским и всея Руси Алексием II.

## Население
| 1926 | 2002 | 2010 |
| ---- | ---- | ---- |
| 520  | ↘49  | ↘30  |

В 1813 году в селе проживало 289 человек (135 мужчин, 154 женщины), насчитывалось 39 дворов, из которых 4 были духовных, 1 дворовые Графа Дмитрия Николаевича Шереметьева, 34 двора крестьянские.
В 1926 году в селе проживало 520 человек (217 мужчин, 303 женщины), насчитывалось 110 хозяйств, из которых 105 было крестьянских. По переписи 2002 года — 49 человек (17 мужчин, 32 женщины).